# The Silent Sea
The Silent Sea (koreanischer Originaltitel: 고요의 바다 Goyo-ui Bada ‚Meer der Ruhe‘) ist eine südkoreanische Science-Fiction-Drama-Serie, die auf dem Kurzfilm The Sea of Tranquility aus dem Jahr 2014 basiert, dessen Drehbuch von Choi Hang-yong stammt, der ebenfalls bei beiden Projekten die Regie geführt hat. Die Serie wurde am 24. Dezember 2021 weltweit auf Netflix veröffentlicht.

## Handlung
In einer düsteren Zukunft neigt sich das Wasservorkommen der Erde dem Ende, was in Wüstenbildung und Nahrungsmangel mündet. Es wird ein Team bestehend aus Experten und Sicherheitskräften zusammengestellt, um eine heikle Weltraummission durchzuführen. Ihr Auftrag ist es, eine mysteriöse Probe aus einer verlassenen Forschungsstation auf dem Mond zu bergen. Zum Team gehören unter anderem der Missionsleiter Han Yun-jae, der mit begrenzten Informationen die Mission erfolgreich abschließen muss, und für den die Sicherheit des Teams an erster Stelle steht, auch wenn er sich selbst in Gefahr begeben muss; die Astrobiologin Dr. Song Ji-an, die sich dem Team anschließt, um mehr über den Unfall auf der inzwischen verlassenen Mondstation herauszufinden, bei dem alle Anwesenden einschließlich ihrer Schwester getötet wurden, sowie der Chefingenieur Ryu Tae-suk, der ein Elite-Mitglied im Verteidigungsministeriums ist, sich aber freiwillig für die gefährliche Mission meldete, um dem tristen Umfeld des Ministeriums zu entfliehen.

## Besetzung und Synchronisation
Die deutschsprachige Synchronisation entstand basierend auf der Übersetzung von Jonas Palussek nach den Dialogbüchern von Fritz Rott und Verena Ludwig sowie unter der Dialogregie von Fritz Rott durch die Synchronfirma VSI Synchron in Berlin.
| Rolle                            | Schauspieler   | Synchronsprecher  |
| -------------------------------- | -------------- | ----------------- |
| Kapitän Han Yun-jae              | Gong Yoo       | Armin Schlagwein  |
| Dr. Song Ji-an                   | Bae Doona      | Ann Vielhaben     |
| Dr. Hong Ga-young                | Kim Sun-young  | Gundi Eberhard    |
| Ryu Tae-suk                      | Lee Joon       | Konrad Bösherz    |
| Gong Soo-chan                    | Jung Soon-won  | Sebastian Liebich |
| Gong Soo-hyuk                    | Lee Moo-saeng  | Florian Clyde     |
| Kim Hee-sun                      | Lee Sung-wook  | Vincent Fallow    |
| Lee Gi-su                        | Choi Young-woo | Ricardo Richter   |
| Kim Jae-sun                      | Heo Sung-tae   | Ulrich Blöcher    |
| E1                               | Cha Rae-hyung  | Lucas Wecker      |
| E2                               | Yoo Hee-je     | Dennis Herrmann   |
| Direktorin Choi                  | Gil Hae-yeon   | Peggy Sander      |
| Herr Hwang                       | Yoo Sung-joo   | Romanus Fuhrmann  |
| Song Won-kyung                   | Kang Mal-geum  | Anna Dramski      |
| Song Won-kyung (als Jugendliche) | Gong Jin-seo   | Samina König      |
| Song Ji-an (als Jugendliche)     | Kang Ji-woo    | Betty Förster     |
| Han Ha-jin                       | Kim Bo-min     | Milena Rybiczka   |

## Episodenliste
| Nr.                                                                           | Deutscher Titel                    | Originaltitel  | Regie          | Drehbuch     |
| ----------------------------------------------------------------------------- | ---------------------------------- | -------------- | -------------- | ------------ |
| 1                                                                             | Die Forschungsstation auf dem Mond | 발해기지       | Choi Hang-yong | Park Eun-kyo |
| 2                                                                             | Drei Lager                         | 세 개의 저장고 | Choi Hang-yong | Park Eun-kyo |
| 3                                                                             | Die Todesursache                   | 죽음의 이유    | Choi Hang-yong | Park Eun-kyo |
| 4                                                                             | Die Wahrheit kommt ans Licht       | 드러나는 진실  | Choi Hang-yong | Park Eun-kyo |
| 5                                                                             | Geheimes Lager                     | 비밀 저장고    | Choi Hang-yong | Park Eun-kyo |
| 6                                                                             | Der Schlüssel zur Erlösung         | 구원의 열쇠    | Choi Hang-yong | Park Eun-kyo |
| 7                                                                             | Luna                               | 루나           | Choi Hang-yong | Park Eun-kyo |
| 8                                                                             | Die stille See                     | 고요의 바다    | Choi Hang-yong | Park Eun-kyo |
| Am 24. Dezember 2021 wurden alle Folgen der Serie bei Netflix veröffentlicht. |                                    |                |                |              |